# Elsdorf (Niedersachsen)
 For alternative betydninger, se Elsdorf. (Se også artikler, som begynder med Elsdorf)
Elsdorf er en kommune i Samtgemeinde Zeven med godt 2.200 indbyggere (2013). Den ligger i den centrale del af Landkreis Rotenburg (Wümme), i den nordlige del af den tyske delstat Niedersachsen. Samtgemeindens administration ligger i byen Zeven.

## Geografi
Ud over hovedbyen Elsdorf, ligger landsbyerne Badenhorst, Bockhorst, Ehestorf, Frankenbostel, Hatzte, Nindorf, Poitzendorf, Rüspel og Volkensen i kommunen.
Ved den østlige kommunegrænse løber floden Oste. Motorvejen A1 krydser kommunen.